# Усадебный дом (улица Шевченко, Чернигов)
Усадебный дом (укр. Садибний будинок) — памятник архитектуры местного значения в Чернигове. Сейчас в здании размещается художественная галерея Черниговской областной библиотеки для юношества.

## История
Решением исполкома Черниговского областного совета народных депутатов от 28 апреля 1987 года № 119 присвоен статус памятник архитектуры местного значения с охранным № 37-Чг под названием Усадебный дом.
Здание имеет собственную «территорию памятника» и расположено в «комплексной охранной зоне» (которая также включает другой памятник архитектуры — Дом В. В. Тарновского — и два исторических дома №№ 52 и 56), согласно правилам застройки и использования территории. На здании установлена информационная доска.

## Описание
Дом был построен в конце XIX века в стиле модерн на восточной окраине Чернигова — на углу улиц Смоленская (сейчас улица Шевченко) и Стороженковская (сейчас улица Павлова). Одноэтажный, деревянный на кирпичном фундаменте, четырёхоконный фасад, прямоугольный в плане дом с чердаком. Симметричность фасада подчёркивает выступающий за основную линию фасада ризалит, над которым возвышается мезонин (надстройка-светёлка). Входные двери с остеклённой фрамугой (верхней и двумя боковыми) и накладной деревянной резьбой над ними, с козырьком, украшенным художественным литьём, к которому ведёт лестница. Нет характерного для XIX века резного деревянного карниза, вместо этого украшением служат деревянные резные кронштейны (консоли); в мезонине кронштейны во всю его высоту. Фасад направлен к улице Павлова. Фасад украшен пилястрами, окна — деревянными треугольными фронтонами и ставнями, в тимпане фронтона декор — резьба растительного характера. 
Первым известным историкам[что?] владельцем дома в начале XX века была Евдокия Ивановна Свечина. В период 1911—1917 годов дом принадлежал Ивану Васильевичу Свидерскому, который его сдавал в аренду для уездного полицейского управления: 4-комнатный флигель, соединяющийся с деревянным жилым домом, две комнаты дома, амбар, где был обустроен архив, отдельно расположенный сарай для дров. Арендаторами дом внутри был перестроен: переоборудовали топки печей, что бы топить из помещения арендаторов, были заложены входы между арендованной и основной частями дома. В 1917 году дом был национализирован. Использовался как жилой дом. 
В период 1944—1978 годов в доме размещалась экспозиция исторического музея, посвящённая Октябрьской революции и Великой Отечественной войне; другая экспозиция была расположена в доме № 63. Затем в 1979 году исторический музей вернулся в здание, где размещался в довоенный период. Затем, до начала 1980-х годов здесь размещался детский сад, затем методический центр. После в здании разместился Черниговский дом народного творчества, созданный в 1979 году на базе Черниговского областного центра народного творчества и культурно-образовательной работы (1939 год). Был преобразован в Черниговский областной учебно-методический центр культуры и искусств. 
Сейчас размещается художественная галерея Черниговской областной библиотеки для юношества.
С южной стороны (улицы Шевченко) примыкает объём (пристройка) со входом. Со стороны улицы Шевченко расположена еловая аллея — памятник природы.